# Ramón de Mesonero Romanos

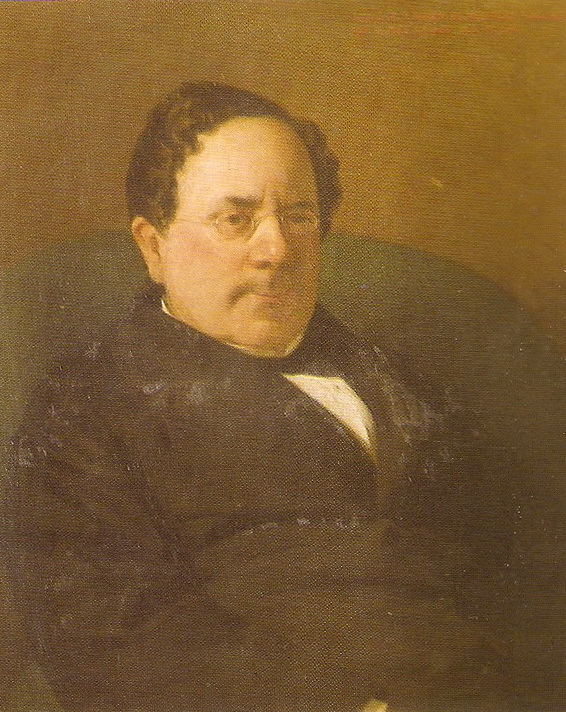
Mesonero Romanos

Ramón de Mesonero Romanos (* 19. Juli 1803 in Madrid; † 30. April 1882 ebenda) war ein spanischer Schriftsteller und Journalist.
Er schrieb unter dem Pseudonym „El Curioso Parlante“ (dt. Der Neugierige Sprecher) und ist vor allem bekannt für seine cuadros de costumbres, kleine Skizzen aus dem Alltagsleben des damaligen Spanien.

## Leben
Mesonero Romanos stammte aus sehr reichem Milieu und war an Sozialpolitik eher desinteressiert; er fungierte als Madrider Stadtschreiber und Stadtverordneter. Die Sanierung der Madrider Altstadt geht auf ihn zurück. Die meisten Details aus seinem Leben sind durch seine Memoiren mit dem Titel Memorias de un setentón bekannt.
Er wurde am 19. Juli 1803 in Madrid geboren, in der damaligen Calle Olivos, die später seinen Namen tragen sollte. Am 5. Januar 1820 starb sein Vater, Matías Mesonero, mit dem ihn eine sehr enge Beziehung verbunden und von dem er viele Anekdoten über das Leben in der Stadt und im Palast erfahren hatte. Von da an musste der Siebzehnjährige sich um die Familiengeschäfte kümmern. Im selben Jahr begann in Spanien das so genannte „Trienio Liberal“, eine dreijährige Phase liberalen Aufbruchs, die ihn wie viele andere Jugendliche der Zeit mitriss; daher meldete er sich mit achtzehn Jahren freiwillig zur „Milicia Nacional“. In dieser Zeit begeisterte er sich auch für die spanische Literatur des Siglo de Oro sowie für die neu aufkommende italienische Oper; zugleich nahm er an den Sitzungen von „El Parnasillo“ und „La Partida del Trueno“ teil, einer lockeren Gesprächsrunde (spanisch tertulia), in der viele der romantischen Autoren zusammenkamen.
Von August 1833 bis Mai 1834 unternahm Mesonero Romanos eine Reise nach Frankreich, wo er aufmerksam die Veränderungen im Lebensstil im Unterschied zu seinem Heimatland beobachtete. Ab 1842 veröffentlichte er zahlreiche Artikel in diversen Zeitungen und Zeitschriften wie el Semanario Pintoresco Español, El Indicador de las Novedades, El Correo Literario y Mercantil, Cartas Españolas, Revista Española, Diario de Madrid etc. Von 1845 bis 1850 betätigte er sich im Stadtrat von Madrid, wo er 1846 sein Proyecto de mejoras generales einbrachte, ein Projekt zur umfassenden Stadterneuerung. 1847 wurde Mesonero Romanos ordentliches Mitglied der Real Academia Española. 1854 veröffentlichte er das Nuevo manual histórico-topográfico-estadístico, y descripción de Madrid. Ab 1864 fungierte er als offizieller Chronist der Stadt Madrid.
Für den Preis von 70.000 Reales – für die damalige Zeit wohl ein hoher Preis – erwarb die Stadt Madrid 1876 seine Privatbibliothek, die Grundlage einer Stadtbibliothek werden sollte und die er im Folgenden noch als „bibliotecario perpetuo de Madrid“ selbst verwaltete. Im Jahr 1881 veröffentlichte Mesonero Romanos seine Memoiren. Am 30. April 1882 starb er in seiner Heimatstadt.

## Werk

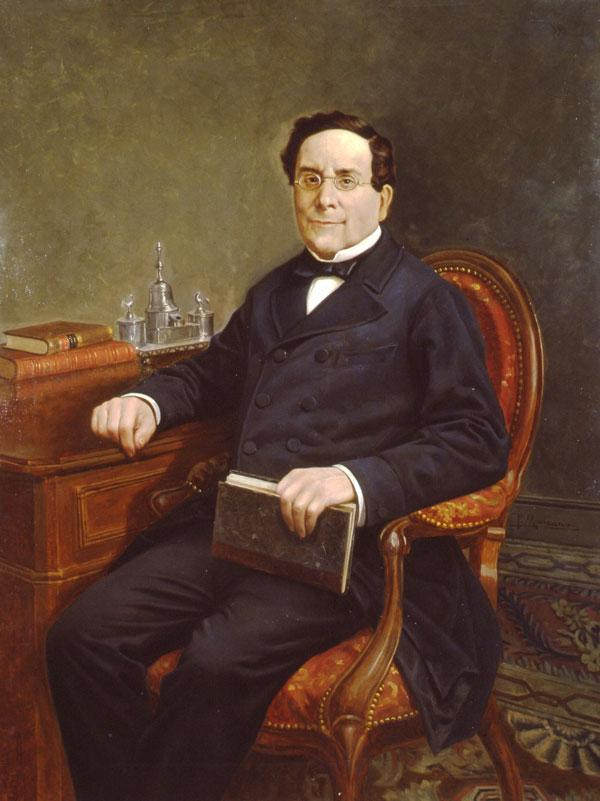
Porträt von Ramón de Mesonero Romanos, von Víctor Manzano y Mejorada.

In seinen Schriften schildert Mesonero Romanos die Zustände und Missstände in der Hauptstadt, die Typen und Charaktere der Mittelschicht. Aus seinen Texten spricht schon ein gewisses Großstadtbewusstsein, ein Überlegenheitsgefühl gegenüber den rückständigen Provinzen. Er ist in Madrid „verliebt“ und beschreibt es mit aller Detailtreue, erweist sich als guter Beobachter, wenn er auch manchmal moralisierend den Zeigefinger erhebt. Er ist gekennzeichnet durch Nostalgie gegenüber den im Verschwinden begriffenen Sitten, erweist ein feines Gespür für die Umbruchsepoche und übt Kritik an „typisch spanischen Lastern“ wie Geltungssucht, blindwütige Nachahmung ausländischer (vor allem französischer) Sitten, Bausünden, Wohnungsproblematik, Polizeiwesen. Azorín schreibt über ihn, Mesonero sei ein typischer Vertreter der bürgerlich-praktischen Gesellschaft.
- Mis ratos perdidos o ligero bosquejo de Madrid en 1820 y 1821. Madrid, Imp. de Don Eusebio Álvarez, 1822.
- Manual de Madrid. Descripción de la Corte y de la Villa (Madrid, 1831)
- Panorama matritense: cuadros de costumbres de la capital observados y descritos por un curioso parlante. Madrid, Imprenta de Repullés, 1835.
- Recuerdos de viaje por Francia y Bélgica en 1840 y 1841. (Madrid, 1841)
- Escenas y tipos matritenses (Madrid, 1851)
- Nuevo manual histórico-topográfico-estadístico, y descripción de Madrid, (Madrid, 1854)
- El antiguo Madrid, (Madrid, 1861).
- Memorias de un Setentón, natural y vecino de Madrid (Madrid, 1881)
- Obras jocosas y satíricas de El Curioso Parlante (1832-1842) (Madrid, 1881).
- Tipos y caracteres: bocetos de cuadros de costumbres: (1843 a 1862), Madrid, 1881.